# Ernst Kyburz

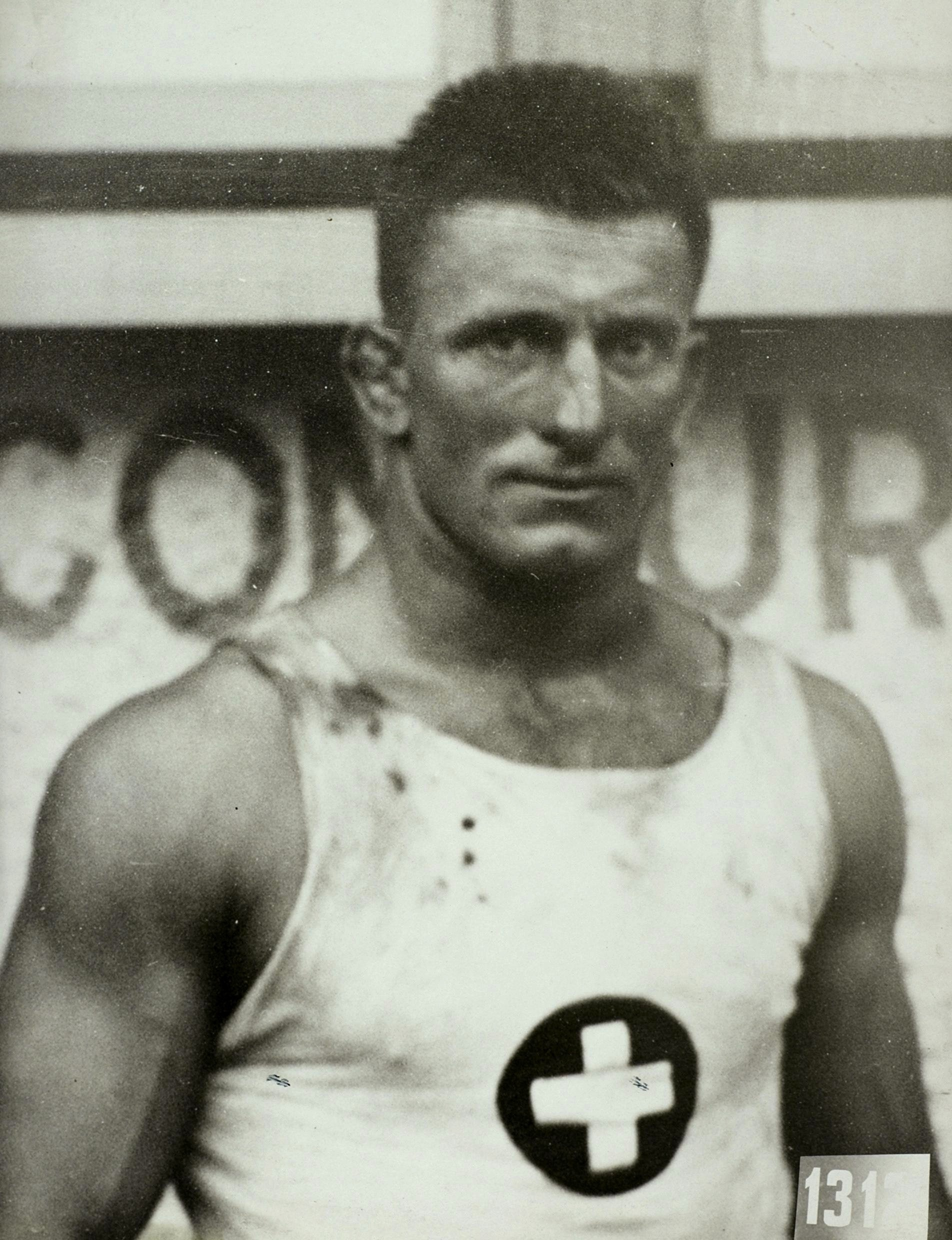
Ernst Kyburz, 1928

Ernst Kyburz (* 14. August 1898; † 16. Oktober 1983) war ein Schweizer Schwinger und Ringer. Er gewann bei den Olympischen Sommerspielen 1928 in Amsterdam eine Goldmedaille im Mittelgewicht.
In Amsterdam besiegte Ernst Kyburz, der aus dem Kanton Bern stammte, T. Bolger, Australien, A. Praeg, Südafrika, Ralph Hammonds, USA und Donald Stockton aus Kanada. Ernst Kyburz wurde im Jahre 1931 in Budapest auch Europameister im freien Stil im Mittelgewicht. Dabei besiegte er Hans Stiedl aus Österreich, Joseph van Opstal aus Belgien, Jean Jourlin aus Frankreich, Kyösti Luukko aus Finnland und Peter Glavanov aus Ungarn.
Ernst Kyburz war sehr lange aktiv. Noch im Jahre 1937 stand er in Bern in der Schweizer Nationalstaffel, die einen Länderkampf gegen Deutschland bestritt. Er verlor dabei im Halbschwergewicht (damals bis 87 kg Körpergewicht) gegen Paul Böhmer.
Daneben war Ernst Kyburz auch ein hervorragender Schweizer Schwinger. Er war unter anderem beim Eidgenössischen Schwing- und Älplerfest 1926 im Schlussgang dabei, der gegen Fritz Hagmann unentschieden endete – er musste sich schliesslich mit dem vierten Schlussrang begnügen. Beim zweiten Kilchbergschwinget 1932 wurde er Zweiter – war jedoch nicht beim Schlussgang dabei.